# Зотов, Михаил Васильевич
Михаи́л Васи́льевич Зо́тов (8 октября 1923, Астрахань — 26 декабря 1995, Тольятти) — советский художник, писатель

, диссидент, автор самиздата, один из авторов самиздатского журнала «Поиски».

## Биография
Родился 8 октября 1923 года, отец — русский, мать — поволжская немка. В 1935 году семья лишилась отца, основным кормильцем в семье стал двенадцатилетний Михаил, окончивший только шесть классов и вынужденный оставить своё любимое увлечение — рисование.
В самом начале Великой Отечественной войны, когда обнаружилось, что мать Михаила происходит из поволжских немцев, Михаила вместе с матерью и братом мобилизовали и отправили в Челябинск. Работал в стройотрядах, на лесоповале, каменном карьере.
В 1943 году Михаила освободили, признав русским, и отправили на фронт. В боях он получил четыре ранения в руки и ноги и тяжёлую контузию, после чего ему дали третью группу инвалидности.
После начала строительства Куйбышевской ГЭС устраивается на стройку, где работает фрезеровщиком, становится передовиком производства, выполняет по три годовых нормы, пока не возникают проблемы со здоровьем.
В годы хрущёвской оттепели возвращается к детскому увлечению — рисованию. Михаил остаётся жить в Тольятти, устраивается работать на молокозавод художником. Но рисует и для души. Сначала это были лубочные сказочные сюжеты, потом перешёл к реалистичной манере — однако не соцреалистичной. Он пишет ряд повестей и романов, ходящих в самиздате. Подписывает несколько обращений к правительству СССР и США. С 1966 года он пытался привлечь внимание общественности к экологическим проблемам в Жигулях и на Байкале.
Через эмигрировавших в 1970-е друзей он наладил связь с радио «Свобода» и «Немецкой волной». Эти радиостанции и многие русскоязычные зарубежные издания от Германии до Аргентины передавали и печатали его материалы, разоблачавшие несправедливость и лицемерие советской власти. В одной из передач его назвали единственным советским рабочим-диссидентом.
В 1979 году Михаил Зотов начал сотрудничать с самиздатским журналом «Поиски», одним из редакторов которого под псевдонимом «Л.Прыгунов» был позднее широко известный Глеб Павловский.
Все это вызывало гнев советских властей. В 1981 году инвалид войны был арестован и направлен в Челябинск на психиатрическую экспертизу. Были проведены и ряд других экспертиз. Заключение художественной экспертизы гласило:

«Мы, нижеподписавшиеся, художники, члены Союза художников СССР, члены оргбюро Тольяттинской группы Куйбышевского отделения Союза художников СССР Латышева Елена Валентиновна, Зыков Михаил Васильевич (председатель худсовета), Голубицкий Георгий Юделевич, члены художественного совета Кондратьева Лидия Алексеевна, Мацкевич Владислав Михайлович, директор Тольяттинского городского краеведческого музея Гаврюшина Валентина Ивановна, 29 апреля 1981 года произвели художественную экспертизу картин обвиняемого Зотова Михаила Васильевича…
Вышеперечисленные работы обвиняемого… не имеют какой-либо художественной, исторической и этнографической ценности и являются антихудожественными перепевами на произведения известных художников…
Картина Зотова М. В. „Данко“ — патологическое, извращённое восприятие романтического образа, воспетого писателем А. М. Горьким… „Емельян Пугачёв“ — аналогичное восприятие народных легенд».
Однако на экспертизу тольяттинским городским художникам были направлены только сказочные работы Зотова. Его реалистическими работами: «Куйбышевская ГЭС», «Свобода распята», «Отданный на съедение диссидент», «Грязь системы», эскизом памятника «Жертвам коммунизма» занималась уже «идеологическая экспертиза».
По приговору суда Михаил Зотов был признан виновным по статье 190 ч. 1 УК РСФСР «Распространение заведомо ложных измышлений, порочащих советский государственный и общественный строй» и приговорён к помещению в психиатрическую больницу общего типа с диагнозом «инфекционно-травматическая шизофрения». Конфискованные улики: два фотоальбома, девять картин, один эскиз, восемнадцать томов романов, стихов, переписки с правозащитниками, рукописей об охране природы, 519 фотографий — были уничтожены.
Процесс вызвал возмущение правозащитников, члены Московской Хельсинкской группы составили несколько документов, где высказали свой протест против «творимого в отношении беззакония — против принудительного помещения в психиатрическую больницу человека, который не проявлял агрессии, не призывал к насилию, честно жил, работал, занимался живописью, не представляя решительно никакой социальной опасности для общества и самого себя».
Из психиатрической клиники Михаил Зотов писал тольяттинскому писателю и скульптору Виктору Балашову:
Раньше я писал картины, книги, где доказывал бесчеловечность тех, от кого всё зависит. Ныне мне уже больше и доказывать ничего не надо. ОНИ до того постарались, что превратили меня самого в бессмертное доказательство их бесчеловечности. Живым и ещё более мёртвым я буду пребывать этим доказательством.
За время пребывания в психиатрическом стационаре Зотов лишился глаза, его не разрешили положить в больницу после сердечного приступа. Выйдя на свободу в 1983 году, он долгое время пытался добиться справедливости, в итоге был реабилитирован и снят с учёта в психдиспансере. В 1990 году в прессе появляются публикации с воспоминаниями художника, затем с рассказами о его судьбе.
В середине 1980-х годов при его активном участии был создан Комитет по реабилитации политических заключённых послесталинского периода.
После освобождения Михаилу Васильевичу удалось восстановить часть уничтоженного, например известную картину «Куйбышевская ГЭС», представляющую собой панораму инкрустированных костями заключённых рёбер плотины, черепа здания станции, множества сгорбленных зэков, уводимых в небытие. Состоялся ряд персональных выставок художника.
В 1990 году прошла персональная выставка в Москве, о которой писала «Комсомольская правда», затем была выставка в Самаре, а осенью 1991 года — в Тольятти.
Кроме этого, Михаил написал ряд статей по проблемам культа личности Сталина, тоталитаризма, экологической ситуации на Волге и повестей, выполненных в особом лагерном жанре.
Приход к власти Бориса Ельцина Михаил Зотов не принял и стал ярым антиельцинистом. Уже больной, он участвовал в митингах, протестуя против псевдодемократической власти, грабящей страну и людей. А в феврале 1994 года, накануне конференции «КГБ: вчера, сегодня, завтра», он выступил против клеветы и необоснованных обвинений в адрес этой организации.
Михаил Васильевич Зотов скончался в Тольятти в ночь с 25 на 26 декабря 1995 года.